# Carroll Thomas Dozier
Carroll Thomas Dozier (Richmond, 18 agosto 1911 – Memphis, 7 dicembre 1985) è stato un vescovo cattolico statunitense.

## Biografia
Monsignor Carroll Thomas Dozier nacque a Richmond, Virginia, il 18 agosto 1911 da Curtis Merry Dozier (1883-1964) e Rosa Ann, nata Conaty (1886-1949).

### Formazione e ministero sacerdotale
Dopo essersi diplomato alla Benedictine High School di Richmond nel 1928, frequentò il College of the Holy Cross a Worcester, Massachusetts, dove nel 1932 conseguì il Bachelor of Arts. Proseguì gli studi a Roma presso il Pontificio collegio americano del Nord e la Pontificia Università Gregoriana, dove conseguì la licenza in sacra teologia.
Il 19 marzo 1937 fu ordinato presbitero per la diocesi di Richmond a Roma. Poco tempo dopo tornò in patria. Dopo il suo ritorno in Virginia prestò servizio come curato della chiesa di San Vincenzo a Newport News fino al 1941, quando fu trasferito nella chiesa di San Giuseppe a Petersburg. Fu direttore diocesano della Società per la propagazione della fede dal 1945 al 1954 e successivamente parroco della parrocchia di Cristo Re a Norfolk dal 1954 al 1971. Nel 1954 venne nominato cameriere pontificio e nel 1961 prelato domestico.

### Ministero episcopale
Il 12 novembre 1970 papa Paolo VI lo nominò vescovo di Memphis. Ricevette l'ordinazione episcopale il 6 gennaio successivo dal cardinale John Joseph Wright, prefetto della Congregazione per il clero, coconsacranti l'arcivescovo Luigi Raimondi, delegato apostolico negli Stati Uniti d'America, e l'arcivescovo metropolita di Louisville Thomas Joseph McDonough.
Durante il suo episcopato, monsignor Dozier attuò le riforme del Concilio Vaticano II, insistendo sui cambiamenti liturgici e assegnando ruoli più importanti ai laici negli organi diocesani. Inoltre istituì la Diocesan Housing Corporation, Catholic Charities, il ministero dei malati e un settimanale chiamato Common Sense. Si descriveva come "progressista", fu uno dei primi avversari della guerra del Vietnam e offrì supporto ai renitenti alla leva. Si oppose alla segregazione razziale nelle scuole pubbliche e alla pena capitale. Sostenne l'ecumenismo e i diritti delle donne. Nel 1970 celebrò due messe di riconciliazione a Memphis e a Jackson per i cattolici caduti dove concesse l'assoluzione generale ai presenti. Questo generò lo sgomento di papa Paolo VI e del cardinale James Robert Knox.
Il 27 luglio 1982 papa Giovanni Paolo II accettò la sua rinuncia al governo pastorale della diocesi per motivi di salute. Morì a Memphis il 7 dicembre 1985 all'età di 74 anni. Inizialmente fu sepolto nel Calvary Cemetery di Memphis. In seguito la salma fu traslata nella cattedrale dell'Immacolata Concezione a Memphis.
Il 14 febbraio 2019 la diocesi di Richmond pubblicò una lista di sacerdoti, tra cui vi era monsignor Dozier, che erano stati accusati in modo credibile di abusi sessuali su minori.

## Genealogia episcopale
La genealogia episcopale è:
- Cardinale Scipione Rebiba
- Cardinale Giulio Antonio Santori
- Cardinale Girolamo Bernerio, O.P.
- Arcivescovo Galeazzo Sanvitale
- Cardinale Ludovico Ludovisi
- Cardinale Luigi Caetani
- Cardinale Ulderico Carpegna
- Cardinale Paluzzo Paluzzi Altieri degli Albertoni
- Papa Benedetto XIII
- Papa Benedetto XIV
- Cardinale Enrico Enriquez
- Arcivescovo Manuel Quintano Bonifaz
- Cardinale Buenaventura Córdoba Espinosa de la Cerda
- Cardinale Giuseppe Maria Doria Pamphilj
- Papa Pio VIII
- Papa Pio IX
- Cardinale Raffaele Monaco La Valletta
- Cardinale Francesco Satolli
- Cardinale William Henry O'Connell
- Cardinale Richard James Cushing
- Cardinale John Joseph Wright
- Vescovo Carroll Thomas Dozier